# Przywódcy państw i terytoriów zależnych w 2013
Przywódcy państw i terytoriów zależnych w 2013 – lista przywódców państw i terytoriów zależnych w roku 2013.

## Afryka
- Algieria
  - Prezydent – Abdelaziz Buteflika, Prezydenci Algierii (1999–2019)
  - Premier – Abd al-Malik Sallal, Premierzy Algierii (2012–2014)

- Angola
  - Prezydent – José Eduardo dos Santos, Prezydenci Angoli (1979–2017)

- Benin
  - Prezydent – Yayi Boni, Prezydenci Beninu (2006–2016)
  - Premier – Pascal Koupaki, Premierzy Beninu (2011–2013) do 11 sierpnia

- Botswana
  - Prezydent – Seretse Ian Khama, Prezydenci Botswany (2008–2018)

- Brytyjskie Terytorium Oceanu Indyjskiego (terytorium zamorskie Wielkiej Brytanii)
  - Komisarz – Peter Hayes, Komisarze Brytyjskiego Terytorium Oceanu Indyjskiego (2012–2016)
  - Administrator –
    1. John McManus, Administratorzy Brytyjskiego Terytorium Oceanu Indyjskiego (2011–2013)
    2. Tom Moody, Administratorzy Brytyjskiego Terytorium Oceanu Indyjskiego (2013–2016)

- Burkina Faso
  - Prezydent – Blaise Compaoré, Prezydenci Burkina Faso (1987–2014)
  - Premier – Luc-Adolphe Tiao, Premierzy Burkina Faso (2011–2014)

- Burundi
  - Prezydent – Pierre Nkurunziza, Prezydenci Burundi (2005–2020)

- Czad
  - Prezydent – Idriss Déby, Prezydenci Czadu (1990–2021)
  - Premier –
    1. Emmanuel Nadingar, Premierzy Czadu (2010–2013)
    2. Djimrangar Dadnadji, Premierzy Czadu (2013)
    3. Kalzeubet Pahimi Deubet, Premierzy Czadu (2013–2016)

- Demokratyczna Republika Konga
  - Prezydent – Joseph Kabila, Prezydenci Demokratycznej Republiki Konga (2001–2019)
  - Premier – Augustin Matata Ponyo, Premierzy Demokratycznej Republiki Konga (2012–2016)

- Dżibuti
  - Prezydent – Ismail Omar Guelleh, Prezydenci Dżibuti (od 1999)
  - Premier –
    1. Dileita Mohamed Dileita, Premierzy Dżibuti (2001–2013)
    2. Abdoulkader Kamil Mohamed, Premierzy Dżibuti (od 2013)

- Egipt
  - Prezydent –
    1. Muhammad Mursi, Prezydenci Egiptu (2012–2013)
    2. Abd al-Fattah as-Sisi, Naczelny dowódca sił zbrojnych, przywódca zamachu stanu z 3 lipca 2013 (2013)
    3. Adli Mahmud Mansur, P.o. prezydenta Egiptu (2013–2014)

  - Premier –
    1. Hiszam Kandil, Premierzy Egiptu (2012–2013)
    2. Hazim al-Biblawi, Premierzy Egiptu (2013–2014)

- Erytrea
  - Prezydent – Isajas Afewerki, Prezydenci Erytrei (od 1993)

- Etiopia
  - Prezydent –
    1. Girma Woldegiorgis, Prezydenci Etiopii (2001–2013)
    2. Mulatu Teshome, Prezydenci Etiopii (2013–2018)

  - Premier – Hajle Marjam Desalegne, Premierzy Etiopii (2012–2018)

- Gabon
  - Prezydent – Ali Bongo Ondimba, Prezydenci Gabonu (od 2009)
  - Premier – Raymond Ndong Sima, Premierzy Gabonu (2012–2014)

- Gambia
  - Prezydent – Yahya Jammeh, Prezydenci Gambii (1994–2017)

- Ghana
  - Prezydent – John Dramani Mahama, Prezydenci Ghany (2012–2017)

- Gwinea
  - Prezydent – Alpha Condé, Prezydenci Gwinei (2010–2021)
  - Premier – Mohamed Saïd Fofana, Premierzy Gwinei (2010–2015)

- Gwinea Bissau
  - Prezydent – Manuel Serifo Nhamadjo, P.o. prezydenta Gwinei Bissau (2012–2014)
  - Premier – Rui Duarte de Barros, P.o. premiera Gwinei Bissau (2012–2014)

- Gwinea Równikowa
  - Prezydent – Teodoro Obiang Nguema Mbasogo, Prezydenci Gwinei Równikowej (od 1979)
  - Premier – Vicente Ehate Tomi, Premierzy Gwinei Równikowej (2012–2016)

- Kamerun
  - Prezydent – Paul Biya, Prezydenci Kamerunu (od 1982)
  - Premier – Philémon Yang, Premierzy Kamerunu (2009–2019)

- Kenia
  - Prezydent –
    1. Mwai Kibaki, Prezydenci Kenii (2002–2013)
    2. Uhuru Kenyatta, Prezydenci Kenii (od 2013)

  - Premier – Raila Odinga, Premierzy Kenii (2008–2013) do 9 kwietnia

- Komory
  - Prezydent – Ikililou Dhoinine, Prezydenci Komorów (2011–2016)

- Kongo
  - Prezydent – Denis Sassou-Nguesso, Prezydenci Konga (od 1997)

- Lesotho
  - Król – Letsie III, Królowie Lesotho (od 1996)
  - Premier – Tom Thabane, Premierzy Lesotho (2012–2015)

- Liberia
  - Prezydent – Ellen Johnson-Sirleaf, Prezydenci Liberii (od 2006)

- Libia
  - Głowa państwa –
    1. Muhammad Jusuf al-Makarjaf, Przewodniczący Powszechnego Kongresu Narodowego (2012–2013)
    2. Dżuma Ahmad Atika, P.o. przewodniczącego Powszechnego Kongresu Narodowego (2013)
    3. Nuri Abu Sahmajn, Przewodniczący Powszechnego Kongresu Narodowego (2013–2014)

  - Premier – Ali Zajdan, Premierzy Libii (2012–2014)

- Madagaskar
  - Prezydent – Andry Rajoelina, Prezydent Wysokiej Władzy Przejściowej (2009–2014)
  - Premier – Omer Beriziky, Premierzy Madagaskaru (2011–2014)

- Majotta (departament zamorski Francji)
  - Prefekt –
    1. Thomas Degos, Prefekci Majotty (2011–2013)
    2. François Chauvin, P.o. prefekta Majotty (2013)
    3. Jacques Witkowski, Prefekci Majotty (2013–2014)

  - Przewodniczący Rady Generalnej – Daniel Zaïdani, Przewodniczący Rady Generalnej Majotty (2011–2015)

- Malawi
  - Prezydent – Joyce Banda, Prezydenci Malawi (2012–2014)

- Mali
  - Prezydent –
    1. Dioncounda Traoré, P.o. prezydenta (2012–2013)
    2. Ibrahim Boubacar Keïta, Prezydenci Mali (2013–2020)

  - Premier –
    1. Django Sissoko, Premier rządu tymczasowego (2012–2013)
    2. Oumar Tatam Ly, Premierzy Mali (2013–2014)

- Maroko
  - Król – Muhammad VI, Królowie Maroka (od 1999)
  - Premier – Abdelilah Benkirane, Premierzy Maroka (2011–2017)
  -  Sahara Zachodnia (państwo nieuznawane)
    - Prezydent – Muhammad Abd al-Aziz, Prezydenci Sahary Zachodniej (1976–2016)
    - Premier – Abd al-Kadir Talib Umar, Premierzy Sahary Zachodniej (2003–2018)

- Mauretania
  - Prezydent – Muhammad uld Abd al-Aziz, Prezydenci Mauretanii (2009–2019)
  - Premier – Maulaj uld Muhammad al-Aghzaf, Premierzy Mauretanii (2008–2014)

- Mauritius
  - Prezydent – Rajkeswur Purryag, Prezydenci Mauritiusa (2012–2015)
  - Premier – Navin Ramgoolam, Premierzy Mauritiusa (2005–2014)

- Mozambik
  - Prezydent – Armando Guebuza, Prezydenci Mozambiku (2005–2015)
  - Premier – Alberto Vaquina, Premierzy Mozambiku (2012–2015)

- Namibia
  - Prezydent – Hifikepunye Pohamba, Prezydenci Namibii (2005–2015)
  - Premier – Hage Geingob, Premierzy Namibii (2012–2015)

- Niger
  - Prezydent – Mahamadou Issoufou, Prezydenci Nigru (od 2011)
  - Premier – Brigi Rafini, Premierzy Nigru (od 2011)

- Nigeria
  - Prezydent – Goodluck Jonathan, Prezydenci Nigerii (2010–2015)

- Południowa Afryka
  - Prezydent – Jacob Zuma, Prezydenci Południowej Afryki (2009–2018)

- Republika Środkowoafrykańska
  - Prezydent –
    1. François Bozizé, Prezydenci Republiki Środkowoafrykańskiej (2003–2013)
    2. Michel Djotodia, Prezydenci Republiki Środkowoafrykańskiej (2013–2014)

  - Premier –
    1. Faustin-Archange Touadéra, Premierzy Republiki Środkowoafrykańskiej (2008–2013)
    2. Nicolas Tiangaye, Premierzy Republiki Środkowoafrykańskiej (2013–2014)

- Republika Zielonego Przylądka
  - Prezydent – Jorge Carlos Fonseca, Prezydenci Republiki Zielonego Przylądka (2011–2021)
  - Premier – José Maria Neves, Premierzy Republiki Zielonego Przylądka (2001–2016)

- Reunion (departament zamorski Francji)
  - Prefekt – Jean-Luc Marx, Prefekci Reunionu (2012–2014)
  - Przewodniczący Rady Generalnej – Nassimah Dindar, Przewodniczący Rady Generalnej Reunionu (2004–2015)
  - Przewodniczący Rady Regionalnej – Didier Robert, Przewodniczący Rady Regionalnej Reunionu (od 2010)

- Rwanda
  - Prezydent – Paul Kagame, Prezydenci Rwandy (od 2000)
  - Premier – Pierre Damien Habumuremyi, Premierzy Rwandy (2011–2014)

- Senegal
  - Prezydent – Macky Sall, Prezydenci Senegalu (od 2012)
  - Premier –
    1. Abdoul Mbaye, Premierzy Senegalu (2012–2013)
    2. Aminata Touré, Premierzy Senegalu (2013–2014)

- Seszele
  - Prezydent – James Michel, Prezydenci Seszeli (2004–2016)

- Sierra Leone
  - Prezydent – Ernest Bai Koroma, Prezydenci Sierra Leone (2007–2018)

- Somalia
  - Prezydent – Hassan Sheikh Mohamud, Prezydenci Somalii (2012–2017)
  - Premier –
    1. Abdi Farah Shirdon Saaid, Premierzy Somalii (2012–2013)
    2. Cabdiwali Sheekh Axmed, Premierzy Somalii (2013–2014)

  -  Somaliland (państwo nieuznawane)
    - Prezydent – Ahmed M. Mahamoud Silanyo, Prezydenci Somalilandu (2010–2017)

  -  Puntland (autonomiczna republika w ramach Somalii)
    - Prezydent – Abdirahman Mohamud Farole, Prezydenci Puntlandu (2009–2014)

  -  Galmudug (autonomiczna republika w ramach Somalii)
    - Prezydent – Abdi Hasan Awale Qeybdiid, Prezydenci Galmudugu (2012–2015)

- Suazi
  - Król – Mswati III, Królowie Suazi (od 1986)
  - Premier – Barnabas Sibusiso Dlamini, Premierzy Suazi (od 2008)

- Sudan
  - Prezydent – Umar al-Baszir, Prezydenci Sudanu (od 1989)

- Sudan Południowy
  - Prezydent – Salva Kiir Mayardit, Prezydenci Sudanu Południowego (od 2005)

- Tanzania
  - Prezydent – Jakaya Kikwete, Prezydenci Tanzanii (2005–2015)
  - Premier – Mizengo Pinda, Premierzy Tanzanii (2008–2015)

- Togo
  - Prezydent – Faure Gnassingbé, Prezydenci Togo (od 2005)
  - Premier – Kwesi Ahoomey-Zunu, Premierzy Togo (2012–2015)

- Tunezja
  - Prezydent – Moncef Marzouki, prezydenci Tunezji (2011–2014)
  - Premier –
    1. Hammadi al-Dżibali, Premierzy Tunezji (2011–2013)
    2. Ali al-Urajjid, Premierzy Tunezji (2013–2014)

- Uganda
  - Prezydent – Yoweri Museveni, Prezydenci Ugandy (od 1986)
  - Premier – Amama Mbabazi, Premierzy Ugandy (2011–2014)

- Wybrzeże Kości Słoniowej
  - Prezydent – Alassane Ouattara, Prezydenci Wybrzeża Kości Słoniowej (od 2010)
  - Premier – Daniel Kablan Duncan, Premierzy Wybrzeża Kości Słoniowej (2012–2017)

- Wyspa Świętej Heleny, Wyspa Wniebowstąpienia i Tristan da Cunha (terytorium zamorskie Wielkiej Brytanii)
  - Gubernator – Mark Andrew Capes, Gubernatorzy Wyspy Świętej Heleny, Wyspy Wniebowstąpienia i Tristan da Cunha (2011–2016)

- Wyspy Świętego Tomasza i Książęca
  - Prezydent – Manuel Pinto da Costa, Prezydenci Wysp Świętego Tomasza i Książęcej (2011–2016)
  - Premier – Gabriel Costa, Premierzy Wysp Świętego Tomasza i Książęcej (2012–2014)

- Zambia
  - Prezydent – Michael Sata, Prezydenci Zambii (2011–2014)

- Zimbabwe
  - Prezydent – Robert Mugabe, Prezydenci Zimbabwe (1987–2017)
  - Premier – Morgan Tsvangirai, Premierzy Zimbabwe (2009–2013) do 11 września

## Azja
- Afganistan
  - Prezydent – Hamid Karzaj, Prezydenci Afganistanu (2001–2014)

- Akrotiri (brytyjska suwerenna baza wojskowa w południowej części Cypru)
  - Administrator –
    1. Graham Stacey, Administratorzy Akrotiri i Dhekelii (2010–2013)
    2. Richard Cripwell, Administratorzy Akrotiri i Dhekelii (2013–2015)

- Arabia Saudyjska
  - Król – Abd Allah ibn Abd al-Aziz Al Su’ud, Królowie Arabii Saudyjskiej (2005–2015)

- Armenia
  - Prezydent – Serż Sarkisjan, Prezydenci Armenii (2008–2018)
  - Premier – Tigran Sarkisjan, Premierzy Armenii (2008–2014)

- Azerbejdżan
  - Prezydent – İlham Əliyev, Prezydenci Azerbejdżanu (od 2003)
  - Premier – Artur Rasizadə, Premierzy Azerbejdżanu (2003–2018)
  -  Górski Karabach (państwo nieuznawane)
    - Prezydent – Bako Sahakian, Prezydenci Górskiego Karabachu (2007–2020)
    - Premier – Arajik Harutiunian, Premierzy Górskiego Karabachu (2007–2017)

- Bahrajn
  - Król – Hamad ibn Isa Al Chalifa, Królowie Bahrajnu (od 1999)
  - Premier – Chalifa ibn Salman Al Chalifa, premier Bahrajnu (1971–2020)

- Bangladesz
  - Prezydent –
    1. Zillur Rahman, Prezydenci Bangladeszu (2009–2013)
    2. Abdul Hamid, Prezydenci Bangladeszu (2013–2023)

  - Premier – Sheikh Hasina Wajed, Premierzy Bangladeszu (od 2009)

- Bhutan
  - Król – Jigme Khesar Namgyel Wangchuck, Królowie Bhutanu (od 2006)
  - Premier –
    1. Lyonpo Jigme Thinley, Premierzy Bhutanu (2008–2013)
    2. Tshering Topgay, Premierzy Bhutanu (od 2013)

- Brunei
  - Sułtan – Hassanal Bolkiah, Sułtani Brunei (od 1967)

- Chiny
  - Sekretarz generalny KPCh – Xi Jinping, Sekretarze Generalni Komunistycznej Partii Chin (od 2012)
  - Przewodniczący ChRL –
    1. Hu Jintao, Przewodniczący Chińskiej Republiki Ludowej (2003–2013)
    2. Xi Jinping, Przewodniczący Chińskiej Republiki Ludowej (od 2013)

  - Premier –
    1. Wen Jiabao, Premierzy Chińskiej Republiki Ludowej (2003–2013)
    2. Li Keqiang, Premierzy Chińskiej Republiki Ludowej (od 2013)

  - Przewodniczący CKW KC KPCh – Xi Jinping, Przew. Centralnej Komisji Wojskowej Komitetu Centralnego KPCh (od 2012)

- Cypr
  - Prezydent –
    1. Dimitris Christofias, Prezydenci Cypru (2008–2013)
    2. Nikos Anastasiadis, Prezydenci Cypru (od 2013)

  -  Cypr Północny (państwo nieuznawane)
    - Prezydent – Derviş Eroğlu, Prezydenci Cypru Północnego (2010–2015)
    - Premier –
      1. İrsen Küçük, Premierzy Cypru Północnego (2010–2013)
      2. Sibel Siber, Premierzy Cypru Północnego (2013)
      3. Özkan Yorgancıoğlu, Premierzy Cypru Północnego (2013–2015)

- Dhekelia (brytyjska suwerenna baza wojskowa w południowo-wschodniej części Cypru)
  - Administrator –
    1. Graham Stacey, Administratorzy Akrotiri i Dhekelii (2010–2013)
    2. Richard Cripwell, Administratorzy Akrotiri i Dhekelii (2013–2015)

- Filipiny
  - Prezydent – Benigno Aquino, Prezydenci Filipin (2010–2016)
  -  Republika Bangsamoro (państwo nieuznawane) od 27 lipca do 28 września 2013
    - Prezydent – Nur Misuari, Prezydenci Republiki Bangsamoro (2013)

- Gruzja
  - Prezydent –
    1. Micheil Saakaszwili, Prezydenci Gruzji (2008–2013)
    2. Giorgi Margwelaszwili, Prezydenci Gruzji (2013–2018)

  - Premier –
    1. Bidzina Iwaniszwili, Premierzy Gruzji (2012–2013)
    2. Irakli Garibaszwili, Premierzy Gruzji (2013–2015)

  -  Abchazja (państwo nieuznawane)
    - Prezydent – Aleksandr Ankwab, Prezydenci Abchazji (2011–2014)
    - Premier – Leonid Łakierbaja, Premierzy Abchazji (2011–2014)

  -  Osetia Południowa (państwo nieuznawane)
    - Prezydent – Leonid Tibiłow, Prezydenci Osetii Południowej (2012–2017)
    - Premier – Rostisław Chugajew, Premierzy Osetii Południowej (2012–2014)

- Indie
  - Prezydent – Pranab Mukherjee, Prezydenci Indii (2012–2017)
  - Premier – Manmohan Singh, Premierzy Indii (2004–2014)

- Indonezja
  - Prezydent – Susilo Bambang Yudhoyono, prezydenci Indonezji (2004–2014)

- Irak
  - Prezydent – Dżalal Talabani, Prezydenci Iraku (2005–2014)
  - Premier – Nuri al-Maliki, Premierzy Iraku (2006–2014)

- Iran
  - Najwyższy przywódca – Ali Chamenei, Najwyżsi przywódcy Iranu (od 1989)
  - Prezydent –
    1. Mahmud Ahmadineżad, Prezydenci Iranu (2005–2013)
    2. Hasan Rouhani, Prezydenci Iranu (2013–2021)

- Izrael
  - Prezydent – Szimon Peres, Prezydent Izraela (2007–2014)
  - Premier – Binjamin Netanjahu, Premierzy Izraela (2009–2021)
  -  Palestyna (państwo nieuznawane)
    - Prezydent – Mahmud Abbas, Prezydenci Autonomii Palestyńskiej (od 2005)
    - Premier –
      1. Salam Fajjad, Premierzy Autonomii Palestyńskiej (2007–2013)
      2. Rami Hamd Allah, Premierzy Autonomii Palestyńskiej (2013–2019)

    -  Strefa Gazy (rebelia przeciw Palestyńskim Władzom Narodowym)
      - Prezydent – Abd al-Aziz Duwajk, Prezydenci Autonomii Palestyńskiej (w Strefie Gazy) (2009–2014)
      - Premier – Isma’il Hanijja, Premierzy Autonomii Palestyńskiej (w Strefie Gazy) (2007–2014)

- Japonia
  - Cesarz – Akihito, Cesarze Japonii (1989–2019)
  - Premier – Shinzō Abe, Premierzy Japonii (2012–2020)

- Jemen
  - Prezydent – Abd Rabbuh Mansur Hadi, Prezydenci Jemenu (2012–2015)
  - Premier – Muhammad Basindawa, Premierzy Jemenu (2011–2014)

- Jordania
  - Król – Abdullah II, Królowie Jordanii (od 1999)
  - Premier – Abd Allah an-Nusur, Premierzy Jordanii (2012–2016)

- Kambodża
  - Król – Norodom Sihamoni, Królowie Kambodży (od 2004)
  - Premier – Hun Sen, Premierzy Kambodży (1985–2023)

- Katar
  - Emir –
    1. Hamad ibn Chalifa Al Sani, Emirowie Kataru (1995–2013)
    2. Tamim ibn Hamad Al Sani, Emirowie Kataru (od 2013)

  - Premier –
    1. Hamad ibn Dżasim ibn Dżabr Al Sani, Premierzy Kataru (2007–2013)
    2. Abd Allah ibn Nasir ibn Chalifa Al Sani, Premierzy Kataru (od 2013)

- Kazachstan
  - Prezydent – Nursułtan Nazarbajew, Prezydenci Kazachstanu (1990–2019)
  - Premier – Seryk Achmetow, Premierzy Kazachstanu (2012–2014)

- Kirgistan
  - Prezydent – Ałmazbek Atambajew, Prezydenci Kirgistanu (2011–2017)
  - Premier – Dżantörö Satybałdijew, Premierzy Kirgistanu (2012–2014)

- Korea Południowa
  - Prezydent –
    1. Lee Myung-bak, Prezydenci Korei Południowej (2008–2013)
    2. Park Geun-hye, Prezydenci Korei Południowej (2013–2017)

  - Premier –
    1. Kim Hwang-sik, Premierzy Korei Południowej (2010–2013)
    2. Jung Hong-won, Premierzy Korei Południowej (2013–2015)

- Korea Północna
  - Szef partii komunistycznej – Kim Dzong Un, Pierwszy Sekretarz Partii Pracy Korei (od 2011)
  - Głowa państwa – Kim Yŏng Nam, Przewodniczący Prezydium Najwyższego Zgromadzenia Ludowego KRLD (1998–2019)
  - Premier –
    1. Ch’oe Yŏng Rim, Premierzy Korei Północnej (2010–2013)
    2. Pak Pong Ju, Premierzy Korei Północnej (2013–2019)

- Kuwejt
  - Emir – Sabah al-Ahmad al-Dżabir as-Sabah, Emirowie Kuwejtu (2006–2020)
  - Premier – Dżabir Mubarak al-Hamad as-Sabah, Premierzy Kuwejtu (2011–2019)

- Laos
  - Sekretarz Generalny KC LPL-R – Choummaly Sayasone, Sekretarze Generalni Komitetu Centralnego Laotańskiej Partii Ludowo-Rewolucyjnej (2006–2016)
  - Prezydent – Choummaly Sayasone, Prezydenci Laosu (2006–2016)
  - Premier – Thongsing Thammavong, Premierzy Laosu (2010–2016)

- Liban
  - Prezydent – Michel Sulaiman, Prezydenci Libanu (2008–2014)
  - Premier – Nadżib Mikati, Premierzy Libanu (2011–2014)

- Malediwy
  - Prezydent –
    1. Mohammed Waheed Hassan, Prezydenci Malediwów (2012–2013)
    2. Abdullah Jamin, Prezydenci Malediwów (2013–2018)

- Malezja
  - Monarcha – Tuanku Abdul Halim, Yang di-Pertuan Agong Malezji (2011–2016)
  - Premier – Najib Tun Razak, Premierzy Malezji (2009–2018)

- Mjanma
  - Prezydent – Thein Sein, Prezydenci Mjanmy (2011–2016)

- Mongolia
  - Prezydent – Cachiagijn Elbegdordż, Prezydenci Mongolii (2009–2017)
  - Premier – Norowyn Altanchujag, Premierzy Mongolii (2012–2014)

- Nepal
  - Prezydent – Ram Baran Yadav, Prezydenci Nepalu (2008–2015)
  - Premier –
    1. Baburam Bhattarai, Premierzy Nepalu (2011–2013)
    2. Khil Raj Regmi, Premierzy Nepalu (2013–2014)

- Oman
  - Sułtan – Kabus ibn Sa’id, Sułtani Omanu (1970–2020)

- Pakistan
  - Prezydent –
    1. Asif Ali Zardari, Prezydenci Pakistanu (2008–2013)
    2. Mamnun Husajn, Prezydenci Pakistanu (2013–2018)

  - Premier –
    1. Raja Pervez Ashraf, Premierzy Pakistanu (2012–2013)
    2. Mir Hazar Khan Khoso, P.o. premiera Pakistanu (2013)
    3. Nawaz Sharif, Premierzy Pakistanu (2013–2017)

- Singapur
  - Prezydent – Tony Tan Keng Yam, Prezydenci Singapuru (2011–2017)
  - Premier – Lee Hsien Loong, Premierzy Singapuru (od 2004)

- Sri Lanka
  - Prezydent – Mahinda Rajapaksa, Prezydenci Sri Lanki (2005–2015)
  - Premier – D.M. Jayaratne, Premierzy Sri Lanki (2010–2015)

- Syria
  - Prezydent – Baszszar al-Asad, Prezydenci Syrii (od 2000)
  - Premier – Wa’il al-Halki, Premierzy Syrii (2012–2016)
    -  Syryjska Koalicja Narodowa na rzecz Opozycji i Sił Rewolucyjnych rząd tymczasowy od 19 marca
      - Prezydent –
        1. Mu’az al-Chatib, Przewodniczący Syryjskiej Koalicji Narodowej na rzecz Opozycji i Sił Rewolucyjnych (2012–2013)
        2. Dżurdż Sabra, P.o. przewodniczącego Syryjskiej Koalicji Narodowej na rzecz Opozycji i Sił Rewolucyjnych (2013)
        3. Ahmad al-Dżarba, Przewodniczący Syryjskiej Koalicji Narodowej na rzecz Opozycji i Sił Rewolucyjnych (2013–2014)

      - Premier –
        1. Ghassan Hitu, Premierzy powstańczej Syryjskiej Koalicji Narodowej (2013)
        2. Ahmad Salih Tuma, Premierzy powstańczej Syryjskiej Koalicji Narodowej (2013–2016)

- Tadżykistan
  - Prezydent – Emomali Rahmon, Prezydenci Tadżykistanu (od 1992)
  - Premier –
    1. Okil Okilow, Premierzy Tadżykistanu (1999–2013)
    2. Kohir Rasulzoda, Premierzy Tadżykistanu (od 2013)

- Tajlandia
  - Król – Bhumibol Adulyadej, Królowie Tajlandii (1946–2016)
  - Premier – Yingluck Shinawatra, Premierzy Tajlandii (2011–2014)

- Tajwan (państwo częściowo uznawane)
  - Prezydent – Ma Ying-jeou, Prezydenci Republiki Chińskiej (2008–2016)
  - Premier –
    1. Sean Chen, Premierzy Republiki Chińskiej (2012–2013)
    2. Jiang Yi-huah, Premierzy Republiki Chińskiej (2013–2014)

- Timor Wschodni
  - Prezydent – Taur Matan Ruak, Prezydenci Timoru Wschodniego (2012–2017)
  - Premier – Xanana Gusmão, Premierzy Timoru Wschodniego (2007–2015)

- Turcja
  - Prezydent – Abdullah Gül, prezydenci Turcji (2007–2014)
  - Premier – Recep Tayyip Erdoğan, Premierzy Turcji (2003–2014)

- Turkmenistan
  - Prezydent – Gurbanguly Berdimuhamedow, Prezydenci Turkmenistanu (2006–2022)

- Uzbekistan
  - Prezydent – Islom Karimov, Prezydenci Uzbekistanu (1990–2016)
  - Premier – Shavkat Mirziyoyev, Premierzy Uzbekistanu (2003–2016)

- Wietnam
  - Sekretarz Generalny KC KPW – Nguyễn Phú Trọng, Sekretarze Generalni Komitetu Centralnego Komunistycznej Partii Wietnamu (od 2011)
  - Prezydent – Trương Tấn Sang, Prezydenci Wietnamu (2011–2016)
  - Premier – Nguyễn Tấn Dũng, Premierzy Wietnamu (2006–2016)

- Zjednoczone Emiraty Arabskie
  - Prezydent – Chalifa ibn Zajid Al Nahajjan, Prezydenci Zjednoczonych Emiratów Arabskich (2004–2022)
  - Premier – Muhammad ibn Raszid Al Maktum, Premierzy Zjednoczonych Emiratów Arabskich (od 2006)

## Europa
- Albania
  - Prezydent – Bujar Nishani, Prezydenci Albanii (2012–2017)
  - Premier –
    1. Sali Berisha, Premierzy Albanii (2005–2013)
    2. Edi Rama, Premierzy Albanii (od 2013)

- Andora
  - Monarchowie
    - Współksiążę francuski – François Hollande, Współksiążę francuski Andory (2012–2017)
      - Przedstawiciel – Sylvie Hubac (2012–2015)

    - Współksiążę episkopalny – Joan Enric Vives Sicília, Współksiążę episkopalny Andory (od 2003)
      - Przedstawiciel – Josep Maria Mauri (od 2012)

  - Premier – Antoni Martí, Premierzy Andory (2011–2015)

- Austria
  - Prezydent – Heinz Fischer, Prezydenci Austrii (2004–2016)
  - Kanclerz – Werner Faymann, Kanclerze Austrii (2008–2016)

- Belgia
  - Król –
    1. Albert II, Królowie Belgów (1993–2013)
    2. Filip I, Królowie Belgów (od 2013)

  - Premier – Elio Di Rupo, Premierzy Belgii (2011–2014)

- Białoruś
  - Prezydent – Alaksandr Łukaszenka, Prezydenci Białorusi (od 1994)
  - Premier – Michaił Miasnikowicz, Premierzy Białorusi (2010–2014)

- Bośnia i Hercegowina
  - Głowa państwa – Prezydium Republiki Bośni i Hercegowiny
    - przedstawiciel Serbów – Nebojša Radmanović (2006–2014), Przewodniczący Prezydium Republiki Bośni i Hercegowiny (2012–2013)
    - przedstawiciel Chorwatów – Željko Komšić (2006–2014), Przewodniczący Prezydium Republiki Bośni i Hercegowiny (2013–2014)
    - przedstawiciel Boszniaków – Bakir Izetbegović (2010–2018),

  - Premier – Vjekoslav Bevanda, Premierzy Bośni i Hercegowiny (2012–2015)
  - Wysoki Przedstawiciel – Valentin Inzko, Wysoki Przedstawiciel dla Bośni i Hercegowiny (od 2009)

- Bułgaria
  - Prezydent – Rosen Plewneliew, Prezydenci Bułgarii (2012–2017)
  - Premier –
    1. Bojko Borisow, Premierzy Bułgarii (2009–2013)
    2. Marin Rajkow, Premierzy Bułgarii (2013)
    3. Płamen Oreszarski, Premierzy Bułgarii (2013–2014)

- Chorwacja
  - Prezydent – Ivo Josipović, Prezydenci Chorwacji (2010–2015)
  - Premier – Zoran Milanović, Premierzy Chorwacji (2011–2016)

- Czarnogóra
  - Prezydent – Filip Vujanović, Prezydenci Czarnogóry (2003–2018)
  - Premier – Milo Đukanović, Premierzy Czarnogóry (2012–2016)

- Czechy
  - Prezydent –
    1. Václav Klaus, Prezydenci Czech (2003–2013)
    2. Miloš Zeman, Prezydenci Czech (od 2013)

  - Premier –
    1. Petr Nečas, Premierzy Czech (2010–2013)
    2. Jiří Rusnok, Premierzy Czech (2013–2014)

- Dania
  - Król – Małgorzata II, Królowie Danii (1972–2024)
  - Premier – Helle Thorning-Schmidt, Premierzy Danii (2011–2015)
  -  Wyspy Owcze (Autonomiczne terytorium Królestwa Danii)
    - Królewski administrator Dan Michael Knudsen, Królewscy administratorzy Wysp Owczych (od 2008)
    - Premier Kaj Leo Johannesen, Premierzy Wysp Owczych (2008–2015)

- Estonia
  - Prezydent – Toomas Hendrik Ilves, Prezydenci Estonii (2006–2016)
  - Premier – Andrus Ansip, Premierzy Estonii (2005–2014)

- Finlandia
  - Prezydent – Sauli Niinistö, Prezydenci Finlandii (od 2012)
  - Premier – Jyrki Katainen, Premierzy Finlandii (2011–2014)

- Francja
  - Prezydent – François Hollande, prezydenci Francji (2012–2017)
  - Premier – Jean-Marc Ayrault, Premierzy Francji (2012–2014)

- Grecja
  - Prezydent – Karolos Papulias, Prezydenci Grecji (2005–2015)
  - Premier – Andonis Samaras, Premierzy Grecji (2012–2015)

- Hiszpania
  - Król – Jan Karol I, Królowie Hiszpanii (1975–2014)
  - Premier – Mariano Rajoy, Premierzy Hiszpanii (2011–2018)

- Holandia
  - Król –
    1. Beatrycze, Królowie Niderlandów (1980–2013)
    2. Wilhelm Aleksander, Królowie Niderlandów (od 2013)

  - Premier – Mark Rutte, Premierzy Holandii (od 2010)

- Irlandia
  - Prezydent – Michael D. Higgins, Prezydenci Irlandii (od 2011)
  - Premier – Enda Kenny, Premierzy Irlandii (2011–2017)

- Islandia
  - Prezydent – Ólafur Ragnar Grímsson, Prezydenci Islandii (1996–2016)
  - Premier –
    1. Jóhanna Sigurðardóttir, Premierzy Islandii (2009–2013)
    2. Sigmundur Davíð Gunnlaugsson, Premierzy Islandii (2013–2016)

- Liechtenstein
  - Książę – Jan Adam II, Książęta Liechtensteinu (od 1989)
  - Regent – Alojzy (od 2004)
  - Premier –
    1. Klaus Tschütscher, Premierzy Liechtensteinu (2009–2013)
    2. Adrian Hasler, Premierzy Liechtensteinu (2013–2021)

- Litwa
  - Prezydent – Dalia Grybauskaitė, Prezydenci Litwy (2009–2019)
  - Premier – Algirdas Butkevičius, Premierzy Litwy (2012–2016)

- Luksemburg
  - Wielki książę – Henryk, Wielcy książęta Luksemburga (od 2000)
  - Premier –
    1. Jean-Claude Juncker, Premierzy Luksemburga (1995–2013)
    2. Xavier Bettel, Premierzy Luksemburga (2013–2023)

- Łotwa
  - Prezydent – Andris Bērziņš, Prezydenci Łotwy (2011–2015)
  - Premier – Valdis Dombrovskis, Premierzy Łotwy (2009–2014)

- Macedonia
  - Prezydent – Ǵorge Iwanow, Prezydenci Macedonii (2009–2019)
  - Premier – Nikoła Gruewski, Premierzy Macedonii (2006–2016)

- Malta
  - Prezydent – George Abela, Prezydenci Malty (2009–2014)
  - Premier –
    1. Lawrence Gonzi, Premierzy Malty (2004–2013)
    2. Joseph Muscat, Premierzy Malty (od 2013)

- Mołdawia
  - Prezydent – Nicolae Timofti, Prezydenci Mołdawii (2012–2016)
  - Premier –
    1. Vlad Filat, Premierzy Mołdawii (2009–2013)
    2. Iurie Leancă, Premierzy Mołdawii (2013–2015)

  -  Naddniestrze (państwo nieuznawane)
    - Prezydent – Jewgienij Szewczuk, Prezydenci Naddniestrza (2011–2016)
    - Premier –
      1. Piotr Stiepanow, Premierzy Naddniestrza (2012–2013)
      2. Tatiana Turańska, Premierzy Naddniestrza (2013–2015)

- Monako
  - Książę – Albert II, Książęta Monako (od 2005)
  - Minister stanu – Michel Roger, Ministrowie stanu Monako (2010–2016)

- Niemcy
  - Prezydent – Joachim Gauck, prezydenci Niemiec (2012–2017)
  - Kanclerz – Angela Merkel, Kanclerze Niemiec (2005–2021)

- Norwegia
  - Król – Harald V, Królowie Norwegii (od 1991)
  - Premier –
    1. Jens Stoltenberg, Premierzy Norwegii (2005–2013)
    2. Erna Solberg, Premierzy Norwegii (2013–2021)

- Polska
  - Prezydent – Bronisław Komorowski, prezydenci Polski (2010–2015)
  - Premier – Donald Tusk, Premierzy Polski (2007–2014)

- Portugalia
  - Prezydent – Aníbal Cavaco Silva, prezydenci Portugalii (2006–2016)
  - Premier – Pedro Passos Coelho, Premierzy Portugalii (2011–2015)

- Rosja
  - Prezydent – Władimir Putin, Prezydenci Rosji (od 2012)
  - Premier – Dmitrij Miedwiediew, Premierzy Rosji (2012–2020)

- Rumunia
  - Prezydent – Traian Băsescu, Prezydenci Rumunii (2004–2014)
  - Premier – Victor Ponta, Premierzy Rumunii (2012–2015)

- San Marino
  - Kapitanowie regenci –
    1. Teodoro Lonfernini i Denise Bronzetti, Kapitanowie regenci San Marino (2012–2013)
    2. Antonella Mularoni i Denis Amici, Kapitanowie regenci San Marino (2013)
    3. Anna Maria Muccioli i Gian Carlo Capicchioni, Kapitanowie regenci San Marino (2013–2014)

  - Szef rządu – Pasquale Valentini, Sekretarze Stanu do spraw Politycznych i Zagranicznych San Marino (od 2012)

- Serbia
  - Prezydent – Tomislav Nikolić, Prezydenci Serbii (2012–2017)
  - Premier – Ivica Dačić, Premierzy Serbii (2012–2014)
  -  Kosowo (państwo częściowo uznawane pod zarządem ONZ)
    - Prezydent – Atifete Jahjaga, Prezydenci Kosowa (2011–2016)
    - Premier – Hashim Thaçi, Premierzy Kosowa (2008–2014)
    - Specjalny Przedstawiciel – Farid Zarif, Specjalni Przedstawiciele Sekretarza Generalnego ONZ w Kosowie (2011–2015)

- Słowacja
  - Prezydent – Ivan Gašparovič, Prezydenci Słowacji (2004–2014)
  - Premier – Robert Fico, Premierzy Słowacji (2012–2018)

- Słowenia
  - Prezydent – Borut Pahor, Prezydenci Słowenii (2012–2022)
  - Premier –
    1. Janez Janša, Premierzy Słowenii (2012–2013)
    2. Alenka Bratušek, Premierzy Słowenii (2013–2014)

- Szwajcaria
  - Rada Związkowa – Doris Leuthard (od 2006), Eveline Widmer-Schlumpf (2008–2015), Ueli Maurer (od 2009, prezydent), Didier Burkhalter (od 2009), Johann Schneider-Ammann (od 2010), Simonetta Sommaruga (od 2010), Alain Berset (od 2012)

- Szwecja
  - Król – Karol XVI Gustaw, Królowie Szwecji (od 1973)
  - Premier – Fredrik Reinfeldt, Premierzy Szwecji (2006–2014)

- Ukraina
  - Prezydent – Wiktor Janukowycz, prezydenci Ukrainy (2010–2014)
  - Premier – Mykoła Azarow, Premierzy Ukrainy (2010–2014)

- Unia Europejska
  - Prezydencja Rady Unii Europejskiej –
    1. Irlandia (I – VI 2013)
    2. Litwa (VII – XII 2013)

  - Przewodniczący Rady Europejskiej – Herman Van Rompuy (2009–2014)
  - Przewodniczący Komisji Europejskiej – José Manuel Durão Barroso (2004–2014)
  - Przewodniczący Parlamentu Europejskiego – Martin Schulz (2012–2014)
  - Wysoki przedstawiciel Unii do spraw zagranicznych i polityki bezpieczeństwa – Catherine Ashton (2009–2014)

- Watykan
  - Papież –
    1. Benedykt XVI, Suweren Państwa Miasto Watykan (2005–2013)
    2. Franciszek, Suweren Państwa Miasto Watykan (od 2013)

  - Prezydent Gubernatoratu – Giuseppe Bertello, Prezydenci Papieskiej Komisji Państwa Watykańskiego (2011–2021)
  - Stolica Apostolska
    - Sekretarz stanu –
      1. Tarcisio Bertone, Sekretarze stanu Stolicy Apostolskiej (2006–2013)
      2. Pietro Parolin, Sekretarze stanu Stolicy Apostolskiej (od 2013)

- Węgry
  - Prezydent – János Áder, Prezydent Węgier (2012–2022)
  - Premier – Viktor Orbán, Premierzy Węgier (od 2010)

- Wielka Brytania
  - Król – Elżbieta II, Królowie Zjednoczonego Królestwa (1952–2022)
  - Premier – David Cameron, Premierzy Wielkiej Brytanii (2010–2016)
  -  Wyspa Man (Dependencja korony brytyjskiej)
    - Gubernator porucznik – Adam Wood, Gubernatorzy porucznicy Wyspy Man (2011–2016)
    - Szef ministrów – Allan Bell, Premierzy Wyspy Man (2011–2016)

  -  Guernsey (Dependencja korony brytyjskiej)
    - Gubernator porucznik – Peter Walker, Gubernatorzy porucznicy Guernsey (2011–2015)
    - Baliw – Richard Collas, Baliwowie Guernsey (od 2012)
    - Szef ministrów – Peter Harwood, Szefowie ministrów Guernsey (2012–2014)

  -  Jersey (Dependencja korony brytyjskiej)
    - Gubernator porucznik – John McColl, Gubernatorzy porucznicy Jersey (2011–2016)
    - Baliw – Michael Birt, Baliwowie Jersey (2009–2015)
    - Szef ministrów – Ian Gorst, Szefowie ministrów Jersey (od 2011)

  -  Gibraltar (terytorium zamorskie Wielkiej Brytanii)
    - Gubernator –
      1. Adrian Johns, Gubernatorzy Gibraltaru (2009–2013)
      2. Alison MacMillan, P.o. gubernatora Gibraltaru (2013)
      3. James Dutton, Gubernatorzy Gibraltaru (2013–2015)

    - Szef ministrów – Fabian Picardo, Szefowie ministrów Gibraltaru (od 2011)

- Włochy
  - Prezydent – Giorgio Napolitano, Prezydenci Włoch (2006–2015)
  - Premier –
    1. Mario Monti, Premierzy Włoch (2011–2013)
    2. Enrico Letta, Premierzy Włoch (2013–2014)

## Ameryka Północna
- Anguilla (terytorium zamorskie Wielkiej Brytanii)
  - Gubernator –
    1. William Alistair Harrison, Gubernatorzy Anguilli (2009–2013)
    2. Stanley Reid, P.o. gubernatora Anguilli (2013)
    3. Christina Scott, Gubernatorzy Anguilli (od 2013)

  - Szef ministrów – Hubert Hughes, Szefowie ministrów Anguilli (2010–2015)

- Antigua i Barbuda
  - Król – Elżbieta II, Królowie Antigui i Barbudy (1981–2022)
  - Gubernator generalny – Louise Lake-Tack, Gubernatorzy generalni Antigui i Barbudy (2007–2014)
  - Premier – Baldwin Spencer, Premierzy Antigui i Barbudy (2004–2014)

- Aruba (samorządny kraj członkowski Królestwa Niderlandów)
  - Gubernator – Fredis Refunjol, Gubernatorzy Aruby (2004–2016)
  - Premier – Mike Eman, Premierzy Aruby (2009–2017)

- Bahamy
  - Król – Elżbieta II, Królowie Bahamów (1973–2022)
  - Gubernator generalny – Arthur Foulkes, Gubernatorzy generalni Bahamów (2010–2014)
  - Premier – Perry Christie, Premierzy Bahamów (2012–2017)

- Barbados
  - Król – Elżbieta II, Królowie Barbadosu (1966–2021)
  - Gubernator generalny – Elliot Belgrave, Gubernatorzy generalni Barbadosu (2012–2017)
  - Premier – Freundel Stuart, Premierzy Barbadosu (2010–2018)

- Belize
  - Król – Elżbieta II, Królowie Belize (1981–2022)
  - Gubernator generalny – Colville Young, Gubernatorzy generalni Belize (1993–2021)
  - Premier – Dean Barrow, Premierzy Belize (od 2008)

- Bermudy (terytorium zamorskie Wielkiej Brytanii)
  - Gubernator – George Fergusson, Gubernatorzy Bermudów (2012–2016)
  - Premier – Craig Cannonier, Premierzy Bermudów (2012–2014)

- Brytyjskie Wyspy Dziewicze (terytorium zamorskie Wielkiej Brytanii)
  - Gubernator – William Boyd McCleary, Gubernatorzy Brytyjskich Wysp Dziewiczych (2010–2014)
  - Premier – Orlando Smith, Premierzy Brytyjskich Wysp Dziewiczych (od 2011)

- Curaçao (samorządny kraj członkowski Królestwa Niderlandów)
  - Gubernator –
    1. Adèle van der Pluijm-Vrede, P.o. gubernatora Curaçao (2012–2013)
    2. Lucille George-Wout, Gubernatorzy Curaçao (od 2013)

  - Premier –
    1. Daniel Hodge, Premierzy Curaçao (2012–2013)
    2. Ivar Asjes, Premierzy Curaçao (2013–2015)

- Dominika
  - Prezydent –
    1. Eliud Williams, Prezydenci Dominiki (2012–2013)
    2. Charles Savarin, Prezydenci Dominiki (2013–2023)

  - Premier – Roosevelt Skerrit, Premierzy Dominiki (od 2004)

- Dominikana
  - Prezydent – Danilo Medina, Prezydenci Dominikany (2012–2020)

- Grenada
  - Król – Elżbieta II, Królowie Grenady (1974–2022)
  - Gubernator generalny –
    1. Carlyle Glean, Gubernatorzy generalni Grenady (2008–2013)
    2. Cécile La Grenade, Gubernatorzy generalni Grenady (od 2013)

  - Premier –
    1. Tillman Thomas, Premierzy Grenady (2008–2013)
    2. Keith Mitchell, Premierzy Grenady (od 2013)

- Grenlandia (autonomiczne terytorium Królestwa Danii)
  - Wysoki komisarz – Mikaela Engell, Wysocy komisarze Grenlandii (od 2011)
  - Premier –
    1. Kuupik Kleist, Premierzy Grenlandii (2009–2013)
    2. Aleqa Hammond, Premierzy Grenlandii (2013–2014)

- Gwadelupa (departament zamorski Francji)
  - Prefekt –
    1. Amaury de Saint-Quentin, Prefekci Gwadelupy (2011–2013)
    2. Marcelle Pierrot, Prefekci Gwadelupy (2013–2014)

  - Przewodniczący Rady Generalnej – Jacques Gillot, Przewodniczący Rady Generalnej Gwadelupy (2001–2015)
  - Przewodniczący Rady Regionalnej – Josette Borel-Lincertin, Przewodniczący Rady Regionalnej Gwadelupy (2012–2014)

- Gwatemala
  - Prezydent – Otto Pérez Molina, Prezydenci Gwatemali (2012–2015)

- Haiti
  - Prezydent – Michel Martelly, Prezydenci Haiti (2011–2016)
  - Premier – Laurent Lamothe, Premierzy Haiti (2012–2014)

- Honduras
  - Prezydent – Porfirio Lobo Sosa, Prezydenci Hondurasu (2010–2014)

- Jamajka
  - Król – Elżbieta II, Królowie Jamajki (1962–2022)
  - Gubernator generalny – Patrick Linton Allen, Gubernatorzy generalni Jamajki (od 2009)
  - Premier – Portia Simpson-Miller, Premierzy Jamajki (2012–2016)

- Kajmany (terytorium zamorskie Wielkiej Brytanii)
  - Gubernator –
    1. Duncan Taylor, Gubernatorzy Kajmanów (2010–2013)
    2. Franz Manderson, P.o. gubernatora Kajmanów (2013)
    3. Helen Kilpatrick, Gubernatorzy Kajmanów (od 2013)

  - Premier –
    1. Juliana O’Connor-Connolly, Premierzy Kajmanów (2012–2013)
    2. Alden McLaughlin, Premierzy Kajmanów (od 2013)

- Kanada
  - Król – Elżbieta II, Królowie Kanady (1952–2022)
  - Gubernator generalny – David Lloyd Johnston, Gubernatorzy generalni Kanady (2010–2017)
  - Premier – Stephen Harper, Premierzy Kanady (2006–2015)

- Kostaryka
  - Prezydent – Laura Chinchilla, Prezydenci Kostaryki (2010–2014)

- Kuba
  - Pierwszy sekretarz KPK – Raúl Castro, Pierwsi sekretarze Komunistycznej Partii Kuby (od 2011)
  - Przewodniczący Rady Państwa – Raúl Castro, Przewodniczący Rady Państwa Republiki Kuby (od 2008)
  - Premier – Raúl Castro, Premierzy Kuby (od 2008)

- Martynika (departament zamorski Francji)
  - Prefekt – Laurent Prévost, Prefekci Martyniki (2011–2014)
  - Przewodniczący Rady Generalnej – Josette Manin, Przewodniczący Rady Generalnej Martyniki (2011–2015)
  - Przewodniczący Rady Regionalnej – Serge Letchimy, Przewodniczący Rady Regionalnej Martyniki (2010–2015)

- Meksyk
  - Prezydent – Enrique Peña Nieto, Prezydenci Meksyku (od 2012)

- Montserrat (terytorium zamorskie Wielkiej Brytanii)
  - Gubernator – Adrian Davis, Gubernatorzy Montserratu (2011–2015)
  - Premier – Reuben Meade, Premierzy Montserratu (2009–2014)

- Nikaragua
  - Prezydent – Daniel Ortega, Prezydenci Nikaragui (od 2007)

- Panama
  - Prezydent – Ricardo Martinelli, Prezydenci Panamy (2009–2014)

- Saint-Barthélemy (wspólnota zamorska Francji)
  - Prefekt – Philippe Chopin, Prefekci Saint Barthélemy (2011–2015)
  - Przewodniczący Rady Terytorialnej – Bruno Magras, Przewodniczący Rady Terytorialnej Saint Barthélemy (od 2007)

- Saint Kitts i Nevis
  - Król – Elżbieta II, Królowie Saint Kitts i Nevis (1983–2022)
  - Gubernator generalny –
    1. Cuthbert Sebastian, Gubernatorzy generalni Saint Kitts i Nevis (1996–2013)
    2. Edmund Lawrence, Gubernatorzy generalni Saint Kitts i Nevis (2013–2015)

  - Premier – Denzil Douglas, Premierzy Saint Kitts i Nevis (1995–2015)

- Saint Lucia
  - Król – Elżbieta II, Królowie Saint Lucia (1979–2022)
  - Gubernator generalny – Pearlette Louisy, Gubernatorzy generalni Saint Lucia (1997–2017)
  - Premier – Kenny Anthony, Premierzy Saint Lucia (2011–2016)

- Saint-Martin (wspólnota zamorska Francji)
  - Prefekt – Philippe Chopin, Prefekci Saint-Martin (2011–2015)
  - Przewodniczący Rady Terytorialnej –
    1. Alain Richardson, Przewodniczący Rady Terytorialnej Saint-Martin (2012–2013)
    2. Aline Hanson, Przewodniczący Rady Terytorialnej Saint-Martin (2013–2017)

- Saint-Pierre i Miquelon (wspólnota zamorska Francji)
  - Prefekt – Patrice Latron, Prefekci Saint-Pierre i Miquelon (2011–2014)
  - Przewodniczący Rady Terytorialnej – Stéphane Artano, Przewodniczący Rady Terytorialnej Saint-Pierre i Miquelon (od 2006)

- Saint Vincent i Grenadyny
  - Król – Elżbieta II, Królowie Saint Vincent i Grenadyn (1979–2022)
  - Gubernator generalny – Frederick Ballantyne, Gubernatorzy generalni Saint Vincent i Grenadyn (od 2002)
  - Premier – Ralph Gonsalves, Premierzy Saint Vincent i Grenadyn (od 2001)

- Salwador
  - Prezydent – Mauricio Funes, Prezydenci Salwadoru (2009–2014)

- Sint Maarten (samorządny kraj członkowski Królestwa Niderlandów)
  - Gubernator – Eugene Holiday, Gubernatorzy Sint Maarten (od 2010)
  - Premier – Sarah Wescot-Williams, Premierzy Sint Maarten (2010–2014)

- Stany Zjednoczone
  - Prezydent – Barack Obama, Prezydenci Stanów Zjednoczonych (2009–2017)
  -  Portoryko (Terytorium zorganizowane o statusie wspólnoty Stanów Zjednoczonych Ameryki)
    - Gubernator –

    1. Luis Fortuño, Gubernatorzy Portoryko (2009–2013)
    2. Alejandro García Padilla, Gubernatorzy Portoryko (2013–2017)

  -  Wyspy Dziewicze Stanów Zjednoczonych (Nieinkorporowane terytorium zorganizowane Stanów Zjednoczonych Ameryki)
    - Gubernator – John de Jongh, Gubernatorzy Wysp Dziewiczych Stanów Zjednoczonych (2007–2015)

- Trynidad i Tobago
  - Prezydent –
    1. George Maxwell Richards, Prezydenci Trynidadu i Tobago (2003–2013)
    2. Anthony Carmona, Prezydenci Trynidadu i Tobago (od 2013)

  - Premier – Kamla Persad-Bissessar, Premierzy Trynidadu i Tobago (2010–2015)

- Turks i Caicos (terytorium zamorskie Wielkiej Brytanii)
  - Gubernator –
    1. Ric Todd, Gubernatorzy Turks i Caicos (2011–2013)
    2. Anya Williams, P.o. gubernatora Turks i Caicos (2013)
    3. Huw Shepheard, P.o. gubernatora Turks i Caicos (2013)
    4. Peter Beckingham, Gubernatorzy Turks i Caicos (2013–2016)

  - Premier – Rufus Ewing, Premierzy Turks i Caicos (2012–2016)

## Ameryka Południowa
- Argentyna
  - Prezydent – Cristina Fernández de Kirchner, prezydenci Argentyny (2007–2015)

- Boliwia
  - Prezydent – Evo Morales, Prezydenci Boliwii (2006–2019)

- Brazylia
  - Prezydent – Dilma Rousseff, Prezydenci Brazylii (2011–2016)

- Chile
  - Prezydent – Sebastián Piñera, Prezydenci Chile (2010–2014)

- Ekwador
  - Prezydent – Rafael Correa, Prezydenci Ekwadoru (2007–2017)

- Falklandy (terytorium zamorskie Wielkiej Brytanii)
  - Gubernator – Nigel Haywood, Gubernatorzy Falklandów (2010–2014)
  - Szef Rady Wykonawczej – Keith Padgett, Szefowie Rady Wykonawczej Falklandów (2012–2016)

- Georgia Południowa i Sandwich Południowy (terytorium zamorskie Wielkiej Brytanii)
  - Komisarz – Nigel Haywood, Komisarze Georgii Południowej i Sandwicha Południowego (2010–2014)
  - Starszy naczelnik – Martin Collins, Starsi naczelnicy Georgii Południowej i Sandwicha Południowego (2009–2015)

- Gujana
  - Prezydent – Donald Ramotar, Prezydenci Gujany (2011–2015)
  - Premier – Samuel Hinds, Premierzy Gujany (1999–2015)

- Gujana Francuska (departament zamorski Francji)
  - Prefekt –
    1. Denis Labbé, Prefekci Gujany Francuskiej (2011–2013)
    2. Éric Spitz, Prefekci Gujany Francuskiej (2013–2016)

  - Przewodniczący Rady Generalnej – Alain Tien-Liong, Przewodniczący Rady Generalnej Gujany Francuskiej (2008–2015)
  - Przewodniczący Rady Regionalnej – Rodolphe Alexandre, Przewodniczący Rady Regionalnej Gujany Francuskiej (2010–2015)

- Kolumbia
  - Prezydent – Juan Manuel Santos, prezydenci Kolumbii (2010–2018)

- Paragwaj
  - Prezydent –
    1. Federico Franco, Prezydenci Paragwaju (2012–2013)
    2. Horacio Cartes, Prezydenci Paragwaju (2013–2018)

- Peru
  - Prezydent – Ollanta Humala, prezydenci Peru (2011–2016)
  - Premier –
    1. Juan Jiménez, Premierzy Peru (2012–2013)
    2. César Villanueva, Premierzy Peru (2013–2014)

- Surinam
  - Prezydent – Dési Bouterse, Prezydenci Surinamu (2010–2020)

- Urugwaj
  - Prezydent – José Mujica, Prezydenci Urugwaju (2010–2015)

- Wenezuela
  - Prezydent –
    1. Hugo Chávez, Prezydenci Wenezueli (2002–2013)
    2. Nicolás Maduro, Prezydenci Wenezueli (od 2013)

## Australia i Oceania
- Australia
  - Król – Elżbieta II, Królowie Australii (1952–2022)
  - Gubernator generalny – Quentin Bryce, Gubernatorzy generalni Australii (2008–2014)
  - Premier –
    1. Julia Gillard, Premierzy Australii (2010–2013)
    2. Kevin Rudd, Premierzy Australii (2013)
    3. Tony Abbott, Premierzy Australii (2013–2015)

  -  Wyspa Bożego Narodzenia (terytorium zewnętrzne Australii)
    - Administrator – Jon Stanhope, Administratorzy Wyspy Bożego Narodzenia (2012–2014)
    - Przewodniczący Rady –
      1. Foo Kee Heng, Przewodniczący Rady Wyspy Bożego Narodzenia (2011–2013)
      2. Gordon Thomson, Przewodniczący Rady Wyspy Bożego Narodzenia (od 2013)

  -  Wyspy Kokosowe (terytorium zewnętrzne Australii)
    - Administrator – Jon Stanhope, Administratorzy Wysp Kokosowych (2012–2014)
    - Przewodniczący Rady – Aindil Minkom, Przewodniczący Rady Wysp Kokosowych (2011–2015)

  -  Norfolk (terytorium zewnętrzne Australii)
    - Administrator – Neil Pope, Administratorzy Norfolku (2012–2014)
    - Szef ministrów –
      1. David Buffett, Szefowie ministrów Norfolku (2010–2013)
      2. Lisle Denis Snell, Szefowie ministrów Norfolku (2013–2015)

- Fidżi
  - Prezydent – Epeli Nailatikau, Prezydenci Fidżi (2009–2015)
  - Premier – Frank Bainimarama, Premierzy Fidżi (2007–2022)

- Guam (nieinkorporowane terytorium zorganizowane Stanów Zjednoczonych Ameryki)
  - Gubernator – Eddie Calvo, Gubernatorzy Guamu (2011–2019)

- Kiribati
  - Prezydent – Anote Tong, Prezydenci Kiribati (2003–2016)

- Mariany Północne (nieinkorporowane terytorium zorganizowane Stanów Zjednoczonych Ameryki)
  - Gubernator –
    1. Benigno Repeki Fitial, Gubernatorzy Marianów Północnych (2006–2013)
    2. Eloy Inos, Gubernatorzy Marianów Północnych (2013–2015)

- Mikronezja
  - Prezydent – Manny Mori, Prezydenci Mikronezji (2007–2015)

- Nauru
  - Prezydent –
    1. Sprent Dabwido, Prezydenci Nauru (2011–2013)
    2. Baron Waqa, Prezydenci Nauru (2013–2019)

- Nowa Kaledonia (wspólnota sui generis Francji)
  - Wysoki komisarz –
    1. Albert Dupuy, Wysocy Komisarze Nowej Kaledonii (2010–2013)
    2. Thierry Suquet, p.o. Wysokiego Komisarza Nowej Kaledonii (2013)
    3. Jean-Jacques Brot, Wysocy Komisarze Nowej Kaledonii (2013–2014)

  - Przewodniczący rządu – Harold Martin, Przewodniczący rządu Nowej Kaledonii (2011–2014)

- Nowa Zelandia
  - Król – Elżbieta II, Królowie Nowej Zelandii (1952–2022)
  - Gubernator generalny – Jerry Mateparae, Gubernatorzy generalni Nowej Zelandii (2011–2016)
  - Premier – John Key, Premierzy Nowej Zelandii (2008–2016)
  -  Wyspy Cooka (terytorium stowarzyszone Nowej Zelandii)
    - Wysoki Komisarz –
      1. John Carter, Wysocy Komisarze Wysp Cooka (2011–2013)
      2. Joanna Kempkers, Wysocy Komisarze Wysp Cooka (2013–2014)

    - Przedstawiciel Królowej –
      1. Frederick Tutu Goodwin, Przedstawiciele Królowej na Wyspach Cooka (2001–2013)
      2. Tom Marsters, Przedstawiciele Królowej na Wyspach Cooka (od 2013)

    - Premier – Henry Puna, Premierzy Wysp Cooka (od 2010)

  -  Niue (terytorium stowarzyszone Nowej Zelandii)
    - Wysoki Komisarz – Mark Blumsky, Wysocy Komisarze Niue (2010–2013)
    - Premier – Toke Talagi, Premierzy Niue (od 2008)

  -  Tokelau (terytorium zależne Nowej Zelandii)
    - Administrator – Jonathan Kings, Administratorzy Tokelau (2011–2015)
    - Szef rządu –
      1. Keli Kalolo, Szefowie rządu Tokelau (2012–2013)
      2. Salesio Lui, Szefowie rządu Tokelau (2013–2014)

- Palau
  - Prezydent –
    1. Johnson Toribiong, Prezydenci Palau (2009–2013)
    2. Tommy Remengesau, Prezydenci Palau (2013–2021)

- Papua-Nowa Gwinea
  - Król – Elżbieta II, Królowie Papui-Nowej Gwinei (1975–2022)
  - Gubernator generalny – Michael Ogio, Gubernatorzy generalni Papui-Nowej Gwinei (2010–2017)
  - Premier – Peter O’Neill, Premierzy Papui-Nowej Gwinei (od 2011)

- Pitcairn (terytorium zamorskie Wielkiej Brytanii)
  - Gubernator – Victoria Treadell, Gubernatorzy Pitcairn (2010–2014)
  - Burmistrz – Mike Warren, Burmistrzowie Pitcairn (2008–2013)

- Polinezja Francuska (wspólnota zamorska Francji)
  - Wysoki Komisarz –
    1. Jean-Pierre Laflaquiere, Wysocy komisarze Polinezji Francuskiej (2012–2013)
    2. Gilles Cantal, P.o. wysokiego komisarza Polinezji Francuskiej (2013)
    3. Lionel Beffre, Wysocy komisarze Polinezji Francuskiej (2013–2016)

  - Prezydent –
    1. Oscar Temaru, Prezydenci Polinezji Francuskiej (2011–2013)
    2. Gaston Flosse, Prezydenci Polinezji Francuskiej (2013–2014)

- Samoa
  - Głowa państwa – Tupua Tamasese Tupuola Tufuga Efi, O le Ao o le Malo Samoa (2007–2017)
  - Premier – Tuilaʻepa Sailele Malielegaoi, Premierzy Samoa (1998–2021)

- Samoa Amerykańskie (nieinkorporowane terytorium niezorganizowane Stanów Zjednoczonych Ameryki)
  - Gubernator –
    1. Togiola Tulafono, Gubernatorzy Samoa Amerykańskiego (2003–2013)
    2. Lolo Matalasi Moliga, Gubernatorzy Samoa Amerykańskiego (2013–2021)

- Tonga
  - Król – Tupou VI, Królowie Tonga (od 2012)
  - Premier – Tuʻivakanō, Premierzy Tonga (2010–2014)

- Tuvalu
  - Król – Elżbieta II, Królowie Tuvalu (1978–2022)
  - Gubernator generalny – Iakoba Italeli, Gubernatorzy generalni Tuvalu (2010–2019)
  - Premier –
    1. Willy Telavi, Premierzy Tuvalu (2010–2013)
    2. Enele Sopoaga, Premierzy Tuvalu (2013–2019)

- Vanuatu
  - Prezydent – Iolu Abil, Prezydenci Vanuatu (2009–2014)
  - Premier –
    1. Sato Kilman, Premierzy Vanuatu (2011–2013)
    2. Ham Lini, P.o. premiera Vanuatu (2013)
    3. Moana Carcasses Kalosil, Premierzy Vanuatu (2013–2014)

- Wallis i Futuna (wspólnota zamorska Francji)
  - Administrator –
    1. Michel Jeanjean, Administratorzy Wallis i Futuny (2010–2013)
    2. Michel Aubouin, Administratorzy Wallis i Futuny (2013–2015)

  - Przewodniczący Zgromadzenia Terytorialnego –
    1. Sosefo Suve, Przewodniczący Zgromadzenia Terytorialnego Wallis i Futuny (2012–2013)
    2. Nivaleta Iloai, Przewodniczący Zgromadzenia Terytorialnego Wallis i Futuny (2013)
    3. Petelo Hanisi, Przewodniczący Zgromadzenia Terytorialnego Wallis i Futuny (2013–2014)

- Wyspy Marshalla
  - Prezydent – Christopher Loeak, Prezydenci Wysp Marshalla (2012–2016)

- Wyspy Salomona
  - Król – Elżbieta II, Królowie Wysp Salomona (1978–2022)
  - Gubernator generalny – Frank Kabui, Gubernatorzy generalni Wysp Salomona (od 2009)
  - Premier – Gordon Darcy Lilo, Premierzy Wysp Salomona (2011–2014)